# Françoise Gasse
Pour les articles homonymes, voir Gasse.
Françoise Gasse née en 1942 et morte le 22 avril 2014 est paléobiologiste, spécialiste des diatomées et paléoclimatologue. Ses recherches visent à reconstituer les variations paléoclimatiques et les paléo-environnements du Quaternaire en Afrique et en Asie.

## Carrière
Françoise Gasse commence sa carrière en tant que maître de conférences en botanique à l'Ecole Normale Supérieure de Fontenay-aux-Roses. En 1975 elle publie une dissertation en géologie et rejoint le Laboratoire de Géologie du Quaternaire près de Paris. Peu de temps plus tard elle part pour l'Ethiopie étudier la Dépression de l'Afar. À la suite de ce voyage elle décide d'étudier l'utilité que pourraient avoir les diatomées dans la recherche des paléoclimats et des paléoenvironnements avec l'aide du Professeur Pierre Bourrelly, algologue au Musée d'Histoire Naturelle de Paris et du Professeur Jean-Paul Benzécri, spécialiste en analyse de données statistiques à l'université de Paris. En 1986 elle rejoint le laboratoire d'hydrologie et de géochimie isotopique du CNRS à l'Université Paris-Sud. Parallèlement elle poursuit ses recherches en Afrique, notamment au lac Abbe et au Sahara-Sahel, mais aussi au Tibet et a Madagascar.
Tout au long de sa carrière elle participe à la publication de nombreux articles scientifiques et écrit deux livres.

## Récompenses
En 2005, elle est la première femme à recevoir la Médaille d’Or Vega de la Société Suédoise d’Anthropologie et de Géographie,.
En 2010, elle reçoit la médaille Hans Oeschger de l’Union Européenne des Géosciences pour sa contribution à la reconstruction de la variabilité paléoclimatique au cours de l’Holocène,.
En 2012, elle reçoit une médaille de l’International Paleolimnology Association pour récompenser l'ensemble de sa carrière,.

## Décoration
- Chevalier de l'ordre des Palmes académiques (1997)[6]